# 弾薬
弾薬（だんやく）は、銃や砲などの火器を撃つときに必要な弾丸と火薬を組み合わせた物。近代の銃では一体化され、実包と呼ばれる。武器使用のために部隊に補給すべき消耗品全般を指す事もある。

## 概要
銃を撃つには、打ち出される弾丸とそのためのエネルギーを打ち出す火薬が同時に必要である。この二つを合わせて弾薬と呼ぶ。歩兵が活動するための一体化された実包では、弾丸を弾頭、火薬を装薬と呼ぶ。近代の軍隊にとっての必需品である。補給用語として存在し、同じように補給される砲弾、爆弾、ミサイル、ロケット弾など武器使用のために部隊に補給すべき消耗品全般を指す事もある。

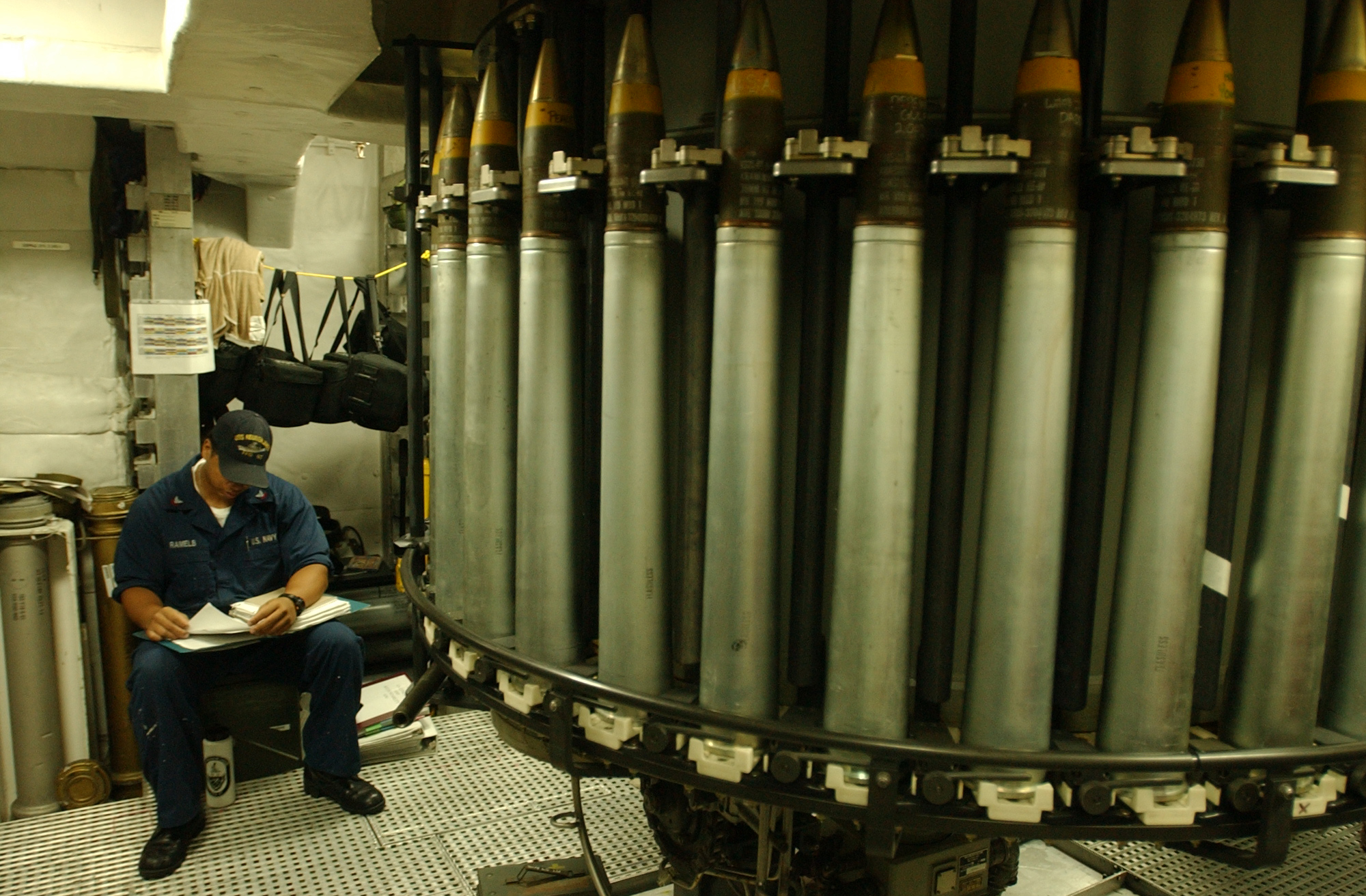
「ルーベン・ジェームズ」搭載の76mm速射砲、弾倉部
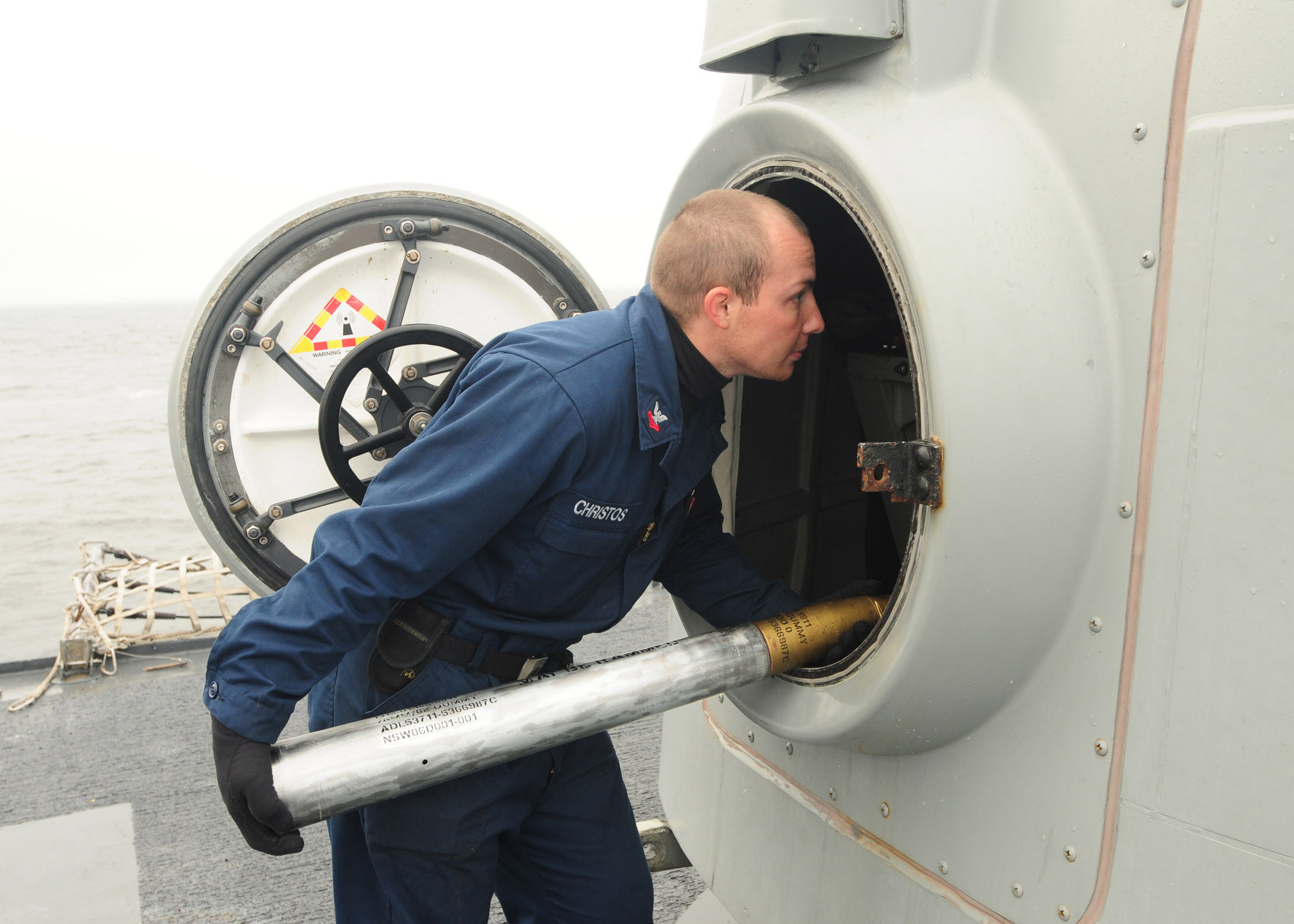
砲塔後部ハッチからの弾薬の搬入作業

## 歴史
鉄砲が生まれたころは、裸の弾丸と火薬がバラバラの状態で支給され、兵士が射撃直前に二つを装填していた。当時の弾丸は単純な球状で、現地生産されることが多かった。火薬は湿気やすいため、紙袋など密閉容器に入れられていた。しばしばこの二つを一体化して迅速な装填を可能とした実包が使用されたが、主流になるのは金属実包の登場を待つ。